# Нобл, Иан
Иан Эрнест Нобл (англ. Ian Ernest Noble, родился 6 апреля 1972 года в Булавайо) — зимбабвийский регбист и крикетист, южноафриканский игрок в регбилиг; в регби и регбилиг выступал на позиции центра.

## Биография
Родился в Булавайо, в Родезии. Занимался крикетом и регби, входил в национальные сборные Зимбабве по обоим видам спорта. Играл за зимбабвийский «Олд Милтонианс», южноафриканскую команду «Пумас» (они же «Мпумаланга») Юго-Восточного Трансвааля, представляя их в Кубке Карри. Числился в заявке сборной Зимбабве на матчи чемпионата мира 1991 года, но на поле ни разу не вышел. Является одним из пяти чернокожих регбистов, игравших за Зимбабве на чемпионатах мира. Среди его одноклубников по «Олд Милтонианс» и коллег по сборной — Аарон Джани, возглавивший регбийный союз Зимбабве в 2017 году.
Собственно за сборную Зимбабве Нобл дебютировал 22 мая 1993 года матчем против Уэльса в Булавайо, в котором зимбабвийцы потерпели поражение 14:35. 29 мая в Хараре в повторной встрече зимбабвийцы снова проиграли, на этот раз 13:42, но Нобл успешно провёл реализацию. Всего он сыграл 7 игр, набрав 66 очков: последнюю встречу провёл 1 марта 1996 года в Виндхуке против Намибии. В 2000 году Нобл перешёл из классического регби-15 в регби-13 (регбилиг), попав в национальную сборную ЮАР и выступив с ней на чемпионате мира 2000 года в Англии в двух встречах (сборная из группы не вышла). В том же году числился в заявке «Леопардс» на полуфинал Кубка Карри. В 2002 году, выступая за «Пумас», был экстренно дозаявлен в состав сборной на матч отбора на чемпионат мира 2003 года против Мадагаскара.
В дальнейшем Нобл играл за шотландские клубы «Стерлинг Каунти» и «Глазго Хокс», играя как минимум до 2008 года. Тренировал шотландский «Хаддингтон», в 2010 году назначен главным тренером клуба «Эрвин». Выступал за него и как играющий тренер.
Есть племянник (сын двоюродного брата), занимавшийся австралийским футболом и игравший за команду «Сидней Суонс» Австралийской футбольной лиги.